# Discographie d'Armin van Buuren
Cet article relate la discographie du disc jockey, compositeur et remixeur néerlandais Armin van Buuren. Il est élu meilleur DJ mondial de 2007 à 2010, ainsi qu'en 2012, par un vote mondial organisé par le DJ Magazine, tout comme en 2007 par le Mixmag.

## Sous Armin van Buuren

### Albums

#### Albums studio
| Titre                                                                           | Détails                                                                                 | Meilleure position | Meilleure position | Meilleure position | Meilleure position | Meilleure position | Meilleure position | Meilleure position | Meilleure position | Certifications          |
| Titre                                                                           | Détails                                                                                 | P-B                | ALL                | AUT                | BEL (FL)           | BEL (WAL)          | É-U                | R-U                | SUI                | Certifications          |
| ------------------------------------------------------------------------------- | --------------------------------------------------------------------------------------- | ------------------ | ------------------ | ------------------ | ------------------ | ------------------ | ------------------ | ------------------ | ------------------ | ----------------------- |
| 76                                                                              | - Sortie : 7 juin 2003 - Label : United - Format : CD                                   | 38                 | —                  | —                  | —                  | —                  | —                  | —                  | —                  |                         |
| Shivers                                                                         | - Sortie : 8 août 2005 - Label : Armada Music - Format : CD, téléchargement             | 23                 | —                  | —                  | —                  | —                  | —                  | —                  | —                  |                         |
| Imagine                                                                         | - Sortie : 18 avril 2008 - Label : Armada Music - Format : CD, téléchargement           | 1                  | —                  | —                  | —                  | —                  | 157                | —                  | —                  | - NVPI : Or             |
| Mirage                                                                          | - Sortie : 10 septembre 2010 - Label : Armada Music - Format : CD, téléchargement       | 3                  | 42                 | 53                 | 10                 | 58                 | 148                | 113                | —                  | - NVPI : Or - ZPAV : Or |
| Intense                                                                         | - Sortie: 3 mai 2013 - Label : Armada Music - Format : CD, téléchargement, vinyle       | 2                  | 16                 | 20                 | 15                 | 42                 | 65                 | 37                 | 26                 | - NVPI : Or             |
| Embrace                                                                         | - Sortie : 29 octobre 2015 - Label : Armada Music - Format : CD, téléchargement, vinyle | 1                  | 73                 | —                  | 40                 | 53                 | —                  | —                  | 82                 |                         |
| Balance                                                                         | - Sortie : 25 octobre 2019 - Label : Armada Music - Format : CD, téléchargement, vinyle | 11                 | 45                 | 70                 | 47                 | 99                 | —                  | —                  | 52                 | - NVPI : Or             |
| Feel Again                                                                      | - Sortie : 31 mars 2023 - Label : Armada Music - Format : CD, téléchargement            | 17                 | 77                 | —                  | 81                 | —                  | —                  | —                  | —                  |                         |
| Breathe In                                                                      | - Sortie : 12 janvier 2024 - Label : Armada Music - Format : CD, téléchargement         | —                  | —                  | —                  | —                  | —                  | —                  | —                  | —                  |                         |
| Breathe                                                                         | - Sortie : 27 juin 2025 - Label : Armada Music - Format : CD, téléchargement            | —                  | —                  | —                  | —                  | —                  | —                  | —                  | —                  |                         |
| « — » signifie que l'album ne s'est pas classé ou n'est pas sorti dans le pays. |                                                                                         |                    |                    |                    |                    |                    |                    |                    |                    |                         |

#### Albums de remixes
- 2009 : Imagine: The Remixes
- 2011 : Mirage: The Remixes
- 2013 : Intense: The More Intense Edition
- 2016 : Club Embrace
- 2020 : Balance (Remixes)
- 2020 : Relaxed
- 2020 : Lost Tapes
- 2023 : (Feel Again (Remixes)

#### Compilations
- 2014 : Armin Anthems – Ultimate Singles Collected
- 2017 : A State of Trance 800 (The Official Compilation)
- 2017 : The Best of Armin Only
- 2021 : A State of Trance Forever

#### DJ Mixes
- 1999 : United (CD)
- 1999 : Artist Profile Series 4: Boundaries Of Imagination (CD)
- 1999 : This Is Not The United Sampler (CD)
- 2000 : TranceMatch(Armin vs System F) (CD)
- 2000 : 001 A State of Trance (2 CD)
- 2001 : 002 Basic Instinct (2 CD)
- 2001 : 003 In Motion' (2 CD)
- 2002 : 004 Transparance (2 CD)
- 2002 : Club Oxygen (CD)
- 2004 : Big Room Trance (CD)
- 2008 : Live At The Gallery Ministry of Sound (CD)
- 2008 : Armin Only: Imagine – The Music
- 2008 : Armin Only - Imagine (Limited Edition) (4 CD)
- 2009 : Raveline Mix Sessions 014
- 2011 : Armin Only: Mirage – The Music
- 2011 : A State of Trance 500 (5 CD Mixed by Armin van Buuren, Paul Oakenfold, Markus Schulz, Cosmic Gate and Andy Moor)
- 2012 : A State of Trance 550 – Invasion (5 CD Mixed by Armin van Buuren, Dash Berlin, John O'Callaghan, Arty and Ørjan Nilsen)
- 2013 : A State of Trance 600 – The Expedition (5 CD Mixed by Armin van Buuren, ATB, W&W, Rank 1 and Andrew Rayel)
- 2014 : A State of Trance 650 – New Horizons (5 CD Mixed by Armin van Buuren, BT, Aly & Fila, Kyau & Albert and Omnia)
- 2015 : A State of trance Festival 2015 (6 CD)
- 2015 : Armin Only: Intense – The Music
- 2017 : A State of Trance 800 (The Official Compilation) (2 CD)
- 2018 : A State of Trance 850 (The Official Album) (2 CD)
- 2019 : A State of Trance 900 (The Official Album) (2 CD)
- 2020 : A State of Trance 950 (The Official Album) (2 CD)
- 2021 : A State of Trance 1000 – Celebration Mix (2 CD)
- 2023 : A State of Trance – Celebration Weekend (Numérique)

##### A State of Trance
- 2004 : A State of Trance 2004
- 2005 : A State of Trance 2005
- 2006 : A State of Trance 2006
- 2007 : A State of Trance 2007
- 2008 : A State of Trance 2008
- 2009 : A State of Trance 2009
- 2010 : A State of Trance 2010
- 2011 : A State of Trance 2011
- 2012 : A State of Trance 2012
- 2013 : A State of Trance 2013
- 2014 : A State of Trance 2014
- 2015 : A State of Trance 2015
- 2016 : A State of Trance 2016
- 2017 : A State of Trance 2017
- 2018 : A State of Trance 2018
- 2019 : A State of Trance 2019
- 2020 : A State of Trance 2020
- 2021 : A State of Trance 2021
- 2022 : A State of Trance 2022
- 2023 : A State of Trance 2023
- 2024 : A State of Trance 2024
- 2025 : A State of Trance 2025

##### A State of Trance Year Mix
- 2005 : A State of Trance Year Mix 2005
- 2006 : A State of Trance Year Mix 2006
- 2007 : A State of Trance Year Mix 2007
- 2008 : A State of Trance Year Mix 2008
- 2009 : A State of Trance Year Mix 2009
- 2010 : A State of Trance Year Mix 2010
- 2011 : A State of Trance Year Mix 2011
- 2012 : A State of Trance Year Mix 2012
- 2013 : A State of Trance Year Mix 2013
- 2014 : A State of Trance Year Mix 2014
- 2015 : A State of Trance Year Mix 2015
- 2016 : A State of Trance Year Mix 2016
- 2017 : A State of Trance Year Mix 2017
- 2018 : A State of Trance Year Mix 2018
- 2019 : A State of Trance Year Mix 2019
- 2020 : A State of Trance Year Mix 2020
- 2021 : A State of Trance Year Mix 2021
- 2022 : A State of Trance Year Mix 2022
- 2023 : A State of Trance Year Mix 2023
- 2024 : A State of Trance Year Mix 2024
- 2025 : A State of Trance Year Mix 2025

##### A State of Trance Classics
- 2006 : A State of Trance Classics Vol.1 2006
- 2007 : A State of Trance Classics Vol.2 2007
- 2008 : A State of Trance Classics Vol.3 2008
- 2009 : A State of Trance Classics Vol.4 2009
- 2010 : A State of Trance Classics Vol.5 2010
- 2011 : A State of Trance Classics Vol.6 2011
- 2012 : A State of Trance Classics Vol.7 2012
- 2013 : A State of Trance Classics Vol.8 2013
- 2014 : A State of Trance Classics Vol.9 2014
- 2015 : A State of Trance Classics Vol.10 2015

##### A State of Trance Ibiza
- 2014 : A State of Trance At Ushuaïa, Ibiza 2014
- 2015 : A State of Trance At Ushuaïa, Ibiza 2015
- 2016 : A State of Trance Ibiza 2016
- 2017 : A State of Trance Ibiza 2017
- 2018 : A State of Trance Ibiza 2018
- 2019 : A State of Trance Ibiza 2019
- 2020 : A State of Trance Ibiza 2020
- 2022 : A State of Trance Ibiza 2022
- 2023 : A State of Trance Ibiza 2023
- 2024 : A State of Trance Ibiza 2024
- 2025 : A State of Trance Ibiza 2025

##### Universal Religion
- 2003 : Universal Religion Chapter One
- 2004 : Universal Religion 2004, Live from Armada at Ibiza
- 2007 : Universal Religion Chapter 3, Live from Amnesia at Ibiza
- 2009 : Universal Religion Chapter 4
- 2011 : Universal Religion Chapter 5, Recorded Live From Space Ibiza
- 2012 : Universal Religion Chapter 6, Recorded Live From Privilege Ibiza
- 2013 : Universal Religion Chapter 7, Recorded Live From Privilege Ibiza

##### Armada Lounge
- 2008 : Armada Lounge: The Best Downtempo Songs, Vol. 1
- 2009 : Armada Lounge, Vol. 2
- 2010 : Armada Lounge, Vol. 3
- 2011 : Armada Lounge, Vol. 4
- 2012 : Armada Lounge, Vol. 5
- 2013 : Armada Lounge, Vol. 6
- 2014 : Armada Lounge, Vol. 7

#### DVD
- 2005 : Armin Only – The Next Level
- 2006 : Armin Only – Ahoy' 2006
- 2008 : Armin Only – Imagine

- 2012 : A Year with Armin van Buuren
- 2014 : Armin Only – Intense (The Most Intense Edition)

#### Singles

##### Artiste principal
| Titre                                                                                   | Année | Meilleure position | Meilleure position | Meilleure position | Meilleure position | Meilleure position | Meilleure position | Meilleure position | Meilleure position | Meilleure position | Meilleure position | Meilleure position | Certifications                                                                                                  | Album                            |
| Titre                                                                                   | Année | P-B                | ALL                | AUS                | AUT                | BEL (FL)           | BEL (WAL)          | É-U                | FRA                | R-U                | SUE                | SUI                | Certifications                                                                                                  | Album                            |
| --------------------------------------------------------------------------------------- | ----- | ------------------ | ------------------ | ------------------ | ------------------ | ------------------ | ------------------ | ------------------ | ------------------ | ------------------ | ------------------ | ------------------ | --- | -------------------------------- |
| Push                                                                                    | 1996  | —                  | —                  | —                  | —                  | —                  | —                  | —                  | —                  | —                  | —                  | —                  | |                                  |
| Check Out Your Mind                                                                     | 1996  | —                  | —                  | —                  | —                  | —                  | —                  | —                  | —                  | —                  | —                  | —                  | |                                  |
| Blue Fear                                                                               | 1997  | —                  | —                  | —                  | —                  | —                  | —                  | —                  | —                  | 45                 | —                  | —                  | |                                  |
| Lost Soul Society / Virgo                                                               | 1999  | —                  | —                  | —                  | —                  | —                  | —                  | —                  | —                  | —                  | —                  | —                  | |                                  |
| Communication                                                                           | 1999  | 95                 | —                  | —                  | —                  | —                  | —                  | —                  | —                  | 18                 | —                  | —                  | | 76                               |
| Sunburn                                                                                 | 2002  | —                  | —                  | —                  | —                  | —                  | —                  | —                  | —                  | —                  | —                  | —                  | | 76                               |
| Yet Another Day (featuring Ray Wilson)                                                  | 2003  | 34                 | —                  | —                  | —                  | 14                 | —                  | —                  | —                  | 70                 | —                  | —                  | | 76                               |
| Sunburn (Walk Through the Fire)                                                         | 2003  | 43                 | —                  | —                  | —                  | —                  | —                  | —                  | —                  | —                  | —                  | —                  | | 76                               |
| Burned with Desire (featuring Justine Suissa)                                           | 2003  | 53                 | —                  | —                  | —                  | 4                  | —                  | —                  | —                  | 45                 | —                  | —                  | | 76                               |
| Blue Fear 2003                                                                          | 2004  | —                  | —                  | —                  | —                  | —                  | —                  | —                  | —                  | 52                 | —                  | —                  | | 76                               |
| Intruder / Pound (vs. M.I.K.E.)                                                         | 2004  | —                  | —                  | —                  | —                  | —                  | —                  | —                  | —                  | 144                | —                  | —                  | | Universal Religion 2004          |
| Shivers (featuring Susana)                                                              | 2005  | 27                 | —                  | —                  | —                  | —                  | —                  | —                  | —                  | 72                 | —                  | —                  | | Shivers                          |
| Serenity (featuring Jan Vayne)                                                          | 2005  | 17                 | —                  | —                  | —                  | —                  | —                  | —                  | —                  | 72                 | —                  | —                  | | Shivers                          |
| Who Is Watching (featuring Nadia Ali)                                                   | 2005  | —                  | —                  | —                  | —                  | 19                 | —                  | —                  | —                  | —                  | —                  | —                  | | Shivers                          |
| Sail                                                                                    | 2006  | 27                 | —                  | —                  | —                  | —                  | —                  | —                  | —                  | —                  | —                  | —                  | | 10 Years                         |
| Control Freak                                                                           | 2006  | —                  | —                  | —                  | —                  | 18                 | —                  | —                  | —                  | 191                | —                  | —                  | | Shivers                          |
| Love You More (featuring Racoon)                                                        | 2006  | 23                 | —                  | —                  | —                  | —                  | —                  | —                  | —                  | 108                | —                  | —                  | | 10 Years                         |
| Saturday Night (vs. Herman Brood)                                                       | 2006  | 25                 | —                  | —                  | —                  | —                  | —                  | —                  | —                  | —                  | —                  | —                  | | 10 Years                         |
| This World Is Watching Me (vs. Rank 1 featuring Kush)                                   | 2007  | 19                 | —                  | —                  | —                  | —                  | —                  | —                  | —                  | —                  | —                  | —                  | | 10 Years                         |
| Communication Part 3                                                                    | 2007  | —                  | —                  | —                  | —                  | —                  | —                  | —                  | —                  | —                  | —                  | —                  | | 10 Years                         |
| Rush Hour                                                                               | 2007  | 30                 | —                  | —                  | —                  | 13                 | —                  | —                  | —                  | —                  | —                  | —                  | | A State of Trance 2007           |
| If You Should Go (featuring Susana)                                                     | 2008  | —                  | —                  | —                  | —                  | —                  | —                  | —                  | —                  | —                  | —                  | —                  | | Imagine                          |
| Going Wrong (avec DJ Shah featuring Chris Jones)                                        | 2008  | 5                  | —                  | —                  | —                  | —                  | —                  | —                  | —                  | —                  | —                  | —                  | | Imagine                          |
| In and Out of Love (featuring Sharon den Adel)                                          | 2008  | 10                 | —                  | —                  | —                  | 10                 | —                  | —                  | —                  | 198                | 56                 | —                  | | Imagine                          |
| Unforgivable (featuring Jaren)                                                          | 2009  | 62                 | —                  | —                  | —                  | 41                 | —                  | —                  | —                  | —                  | —                  | —                  | | Imagine                          |
| Fine Without You (featuring Jennifer Rene)                                              | 2009  | —                  | —                  | —                  | —                  | —                  | —                  | —                  | —                  | —                  | —                  | —                  | | Imagine                          |
| Never Say Never (featuring Jacqueline Govaert)                                          | 2009  | 32                 | —                  | —                  | —                  | —                  | —                  | —                  | —                  | —                  | —                  | —                  | | Imagine                          |
| Broken Tonight (featuring VanVelzen)                                                    | 2009  | 63                 | —                  | —                  | —                  | —                  | —                  | —                  | —                  | —                  | —                  | —                  | |                                  |
| Full Focus                                                                              | 2010  | 34                 | —                  | —                  | —                  | —                  | —                  | —                  | —                  | —                  | —                  | —                  | | Mirage                           |
| Not Giving Up on Love (vs. Sophie Ellis-Bextor)                                         | 2010  | 8                  | —                  | —                  | —                  | —                  | —                  | —                  | —                  | 165                | —                  | —                  | | Mirage                           |
| This Light Between Us (featuring Christian Burns)                                       | 2010  | —                  | —                  | —                  | —                  | —                  | —                  | —                  | —                  | —                  | —                  | —                  | | Mirage                           |
| Drowning (featuring Laura V)                                                            | 2011  | 41                 | —                  | —                  | —                  | —                  | —                  | —                  | —                  | —                  | —                  | —                  | | Mirage                           |
| Feels So Good (featuring Nadia Ali)                                                     | 2011  | —                  | —                  | —                  | —                  | —                  | —                  | —                  | —                  | —                  | —                  | —                  | | Mirage                           |
| Brute (vs. Ferry Corsten)                                                               | 2011  | —                  | —                  | —                  | —                  | —                  | —                  | —                  | —                  | —                  | —                  | —                  | | WKND                             |
| Youtopia (featuring Adam Young)                                                         | 2011  | 68                 | —                  | —                  | —                  | —                  | —                  | —                  | —                  | —                  | —                  | —                  | | Mirage                           |
| Orbion                                                                                  | 2012  | —                  | —                  | —                  | —                  | —                  | —                  | —                  | —                  | —                  | —                  | —                  | | Mirage                           |
| Suddenly Summer (featuring Ana Criado)                                                  | 2012  | —                  | —                  | —                  | —                  | —                  | —                  | —                  | —                  | —                  | —                  | —                  | | A State of Trance 2012           |
| Belter (avec Orjan Nilsen)                                                              | 2012  | —                  | —                  | —                  | —                  | —                  | —                  | —                  | —                  | —                  | —                  | —                  | | A State of Trance 2012           |
| We Are Here to Make Some Noise                                                          | 2012  | 24                 | —                  | —                  | —                  | —                  | —                  | —                  | —                  | —                  | —                  | —                  | |                                  |
| I'll Listen (featuring Ana Criado)                                                      | 2012  | —                  | —                  | —                  | —                  | —                  | —                  | —                  | —                  | —                  | —                  | —                  | | Universal Religion Chapter 6     |
| Waiting for the Night (featuring Fiora)                                                 | 2013  | 30                 | —                  | —                  | —                  | —                  | —                  | —                  | —                  | —                  | —                  | —                  | | Intense                          |
| The Expedition (ASOT 600 Anthem) (avec Markus Schulz)                                   | 2013  | —                  | —                  | —                  | —                  | —                  | —                  | —                  | —                  | —                  | —                  | —                  | | A State of Trance 2013           |
| Nehalennia (avec Arty)                                                                  | 2013  | —                  | —                  | —                  | —                  | —                  | —                  | —                  | —                  | —                  | —                  | —                  | | A State of Trance 2013           |
| D# Fat (avec W&W)                                                                       | 2013  | —                  | —                  | —                  | —                  | —                  | —                  | —                  | —                  | —                  | —                  | —                  | | A State of Trance 2013           |
| This Is What It Feels Like (featuring Trevor Guthrie)                                   | 2013  | 2                  | 42                 | 13                 | 7                  | 8                  | 17                 | 96                 | 170                | 6                  | 31                 | 15                 | - NVPI: 2 × Platine - ARIA: Platine - BEA: Or - BPI: Platine - BVMI: Or - FIMI: Platine - MC: 3 × Platine       | Intense                          |
| Beautiful Life (featuring Cindy Alma)                                                   | 2013  | 66                 | —                  | —                  | —                  | —                  | —                  | —                  | —                  | —                  | —                  | —                  | | Intense                          |
| Intense (featuring Miri Ben-Ari)                                                        | 2013  | 14                 | —                  | —                  | —                  | —                  | —                  | —                  | —                  | —                  | —                  | —                  | | Intense                          |
| Save My Night                                                                           | 2014  | 23                 | —                  | —                  | —                  | —                  | —                  | —                  | —                  | 85                 | —                  | —                  | | Intense                          |
| EIFORYA (avec Andrew Rayel)                                                             | 2014  | —                  | —                  | —                  | —                  | —                  | —                  | —                  | —                  | —                  | —                  | —                  | | A State of Trance 2014           |
| Ping Pong                                                                               | 2014  | 22                 | —                  | —                  | —                  | 38                 | —                  | —                  | 135                | —                  | —                  | —                  | | A State of Trance 2014           |
| Alone (featuring Lauren Evans)                                                          | 2014  | 89                 | —                  | —                  | —                  | —                  | —                  | —                  | —                  | —                  | —                  | —                  | | Intense                          |
| Hystere                                                                                 | 2014  | —                  | —                  | —                  | —                  | —                  | —                  | —                  | —                  | —                  | —                  | —                  | | A State of Trance Ibiza 2014     |
| Together (In A State of Trance) (ASOT 700 Anthem)                                       | 2015  | —                  | —                  | —                  | —                  | —                  | —                  | —                  | —                  | —                  | —                  | —                  | | A State of Trance 2015           |
| Panta Rhei (avec Mark Sixma)                                                            | 2015  | —                  | —                  | —                  | —                  | —                  | —                  | —                  | —                  | —                  | —                  | —                  | | A State of Trance 2015           |
| Another You (featuring Mr Probz)                                                        | 2015  | 7                  | 75                 | 48                 | 55                 | 10                 | —                  | —                  | 81                 | —                  | 55                 | —                  | - NVPI : Platine - GLF : Or                                                                                     | Embrace                          |
| Stardust (avec Jean-Michel Jarre)                                                       | 2015  | —                  | —                  | —                  | —                  | —                  | —                  | —                  | 180                | —                  | —                  | —                  | | Electronica 1: The Time Machine  |
| Off the Hook (avec Hardwell)                                                            | 2015  | —                  | —                  | —                  | —                  | —                  | —                  | —                  | —                  | —                  | —                  | —                  | | Embrace                          |
| Strong Ones (featuring Cimo Fränkel)                                                    | 2015  | 59                 | —                  | —                  | —                  | —                  | —                  | —                  | —                  | —                  | —                  | —                  | | Embrace                          |
| Embargo (avec Cosmic Gate)                                                              | 2015  | —                  | —                  | —                  | —                  | —                  | —                  | —                  | —                  | —                  | —                  | —                  | | Embrace                          |
| Hands to Heaven (featuring Rock Mafia)                                                  | 2015  | —                  | —                  | —                  | —                  | —                  | —                  | —                  | —                  | —                  | —                  | —                  | | Embrace                          |
| If It Ain't Dutch (avec W&W)                                                            | 2015  | —                  | —                  | —                  | —                  | —                  | —                  | —                  | —                  | —                  | —                  | —                  | |                                  |
| Heading Up High (featuring Kensington)                                                  | 2015  | —                  | —                  | —                  | —                  | —                  | —                  | —                  | —                  | —                  | —                  | —                  | - NVPI: Platine                                                                                                 | Embrace                          |
| Freefall (featuring BullySongs)                                                         | 2016  | —                  | —                  | —                  | —                  | —                  | —                  | —                  | —                  | —                  | —                  | —                  | | Embrace                          |
| Dominator (vs. Human Resource)                                                          | 2016  | —                  | —                  | —                  | —                  | —                  | —                  | —                  | —                  | —                  | —                  | —                  | | Old Skool EP                     |
| The Ultimate Seduction (vs. The Ultimate Seduction)                                     | 2016  | —                  | —                  | —                  | —                  | —                  | —                  | —                  | —                  | —                  | —                  | —                  | | Old Skool EP                     |
| Pull Over (vs. Speedy J)                                                                | 2016  | —                  | —                  | —                  | —                  | —                  | —                  | —                  | —                  | —                  | —                  | —                  | | Old Skool EP                     |
| Make It Right (featuring Angel Taylor)                                                  | 2016  | —                  | —                  | —                  | —                  | —                  | —                  | —                  | —                  | —                  | —                  | —                  | | Embrace                          |
| The Race (avec Dave Winnel)                                                             | 2016  | —                  | —                  | —                  | —                  | —                  | —                  | —                  | —                  | —                  | —                  | —                  | | A State of Trance Ibiza 2016     |
| Flashlight (avec Orjan Nilsen)                                                          | 2016  | —                  | —                  | —                  | —                  | —                  | —                  | —                  | —                  | —                  | —                  | —                  | | A State of Trance Ibiza 2016     |
| I Live For That Energy (ASOT 800 Anthem)                                                | 2016  | —                  | —                  | —                  | —                  | —                  | —                  | —                  | —                  | —                  | —                  | —                  | | A State of Trance 2017           |
| Great Spirit (avec Vini Vici featuring Hilight Tribe)                                   | 2016  | —                  | —                  | —                  | —                  | —                  | —                  | —                  | —                  | —                  | —                  | —                  | - NVPI : Or - BVMI : Or                                                                                         |                                  |
| I Need You (avec Garibay featuring Olaf Blackwood)                                      | 2017  | 31                 | —                  | —                  | —                  | —                  | —                  | —                  | —                  | —                  | —                  | —                  | - NVPI: Platine                                                                                                 | The Best of Armin Only / Balance |
| This Is A Test / The Train'                                                             | 2017  | —                  | —                  | —                  | —                  | —                  | —                  | —                  | —                  | —                  | —                  | —                  | | A State of Trance 2017           |
| My Symphony (The Best Of Armin Only Anthem)                                             | 2017  | —                  | —                  | —                  | —                  | —                  | —                  | —                  | —                  | —                  | —                  | —                  | | The Best of Armin Only           |
| Sunny Days (featuring Josh Cumbee)                                                      | 2017  | 19                 | —                  | —                  | —                  | —                  | —                  | —                  | —                  | —                  | —                  | —                  | - NVPI: 2 × Platine                                                                                             | Balance                          |
| You Are (avec Sunnery James & Ryan Marciano)                                            | 2017  | —                  | —                  | —                  | —                  | —                  | —                  | —                  | —                  | —                  | —                  | —                  | | A State of Trance Ibiza 2017     |
| Be In The Moment (ASOT 850 Anthem)                                                      | 2017  | —                  | —                  | —                  | —                  | —                  | —                  | —                  | —                  | —                  | —                  | —                  | | A State of Trance 2018           |
| Sex, Love & Water (featuring Conrad Sewell)                                             | 2018  | 93                 | —                  | —                  | —                  | —                  | —                  | —                  | —                  | —                  | —                  | —                  | | Balance                          |
| Therapy (featuring James Newman)                                                        | 2018  | 26                 | —                  | —                  | —                  | —                  | —                  | —                  | —                  | —                  | —                  | —                  | - NVPI: Platine                                                                                                 | Balance                          |
| Blah Blah Blah                                                                          | 2018  | 35                 | 11                 | —                  | 15                 | 19                 | —                  | —                  | 16                 | —                  | 25                 | 44                 | - NVPI: Or - BEA: Or - BVMI: 3 × Or - SNEP: Platine - FIMI : Or - MC : Or - RIAA : Or - IFPI : Or - BPI: Argent | Blah Blah Blah EP / Balance      |
| The Last Dancer (avec Shapov)                                                           | 2018  | —                  | —                  | —                  | —                  | —                  | —                  | —                  | —                  | —                  | —                  | —                  | | Trilogy                          |
| Our Origin (avec Shapov)                                                                | 2018  | —                  | —                  | —                  | —                  | —                  | —                  | —                  | —                  | —                  | —                  | —                  | | Trilogy                          |
| United (avec Vini Vici & Alok featuring Zafrir)                                         | 2018  | —                  | —                  | —                  | —                  | —                  | —                  | —                  | —                  | —                  | —                  | —                  | | A State of Trance Ibiza 2018     |
| Wild Wild Son (featuring Sam Martin)                                                    | 2018  | 41                 | —                  | —                  | —                  | —                  | —                  | —                  | —                  | —                  | —                  | —                  | - NVPI: Platine                                                                                                 | Balance                          |
| Lifting You Higher (ASOT 900 Anthem)                                                    | 2018  | —                  | —                  | —                  | —                  | —                  | —                  | —                  | —                  | —                  | —                  | —                  | | A State of Trance 2019           |
| Ready to Rave (avec W&W)                                                                | 2018  | —                  | —                  | —                  | —                  | —                  | —                  | —                  | —                  | —                  | —                  | —                  | |                                  |
| Repeat After Me (avec Dimitri Vegas & Like Mike & W&W)                                  | 2019  | —                  | —                  | —                  | —                  | —                  | —                  | —                  | —                  | —                  | —                  | —                  | |                                  |
| Lonely for You (featuring Bonnie McKee)                                                 | 2019  | —                  | —                  | —                  | —                  | —                  | —                  | —                  | —                  | —                  | —                  | —                  | | Balance                          |
| Show Me Love (avec Above and Beyond)                                                    | 2019  | —                  | —                  | —                  | —                  | —                  | —                  | —                  | —                  | —                  | —                  | —                  | | Balance                          |
| Turn It Up                                                                              | 2019  | —                  | —                  | —                  | —                  | —                  | —                  | —                  | 47                 | —                  | —                  | —                  | | Balance                          |
| Don't Give Up on Me (avec Lucas & Steve featuring Josh Cumbee)                          | 2019  | —                  | —                  | —                  | —                  | —                  | —                  | —                  | —                  | —                  | —                  | —                  | | Balance                          |
| La Résistance de l'Amour (vs. Shapov)                                                   | 2019  | —                  | —                  | —                  | —                  | —                  | —                  | —                  | —                  | —                  | —                  | —                  | | Trilogy / Balance                |
| Phone Down (avec Garibay)                                                               | 2019  | —                  | —                  | —                  | —                  | —                  | —                  | —                  | —                  | —                  | —                  | —                  | | Balance                          |
| Hoe het danst (avec Marco Borsato & Davina Michelle)                                    | 2019  | 2                  | —                  | —                  | —                  | 1                  | —                  | —                  | —                  | —                  | —                  | —                  | - NVPI: 3 × Platine - BEA: 6 × Platine                                                                          |                                  |
| Revolution (avec Luke Bond featuring Karra)                                             | 2019  | —                  | —                  | —                  | —                  | —                  | —                  | —                  | —                  | —                  | —                  | —                  | | Balance                          |
| Something Real (avec Avian Grays featuring Jordan Shaw)                                 | 2019  | —                  | —                  | —                  | —                  | —                  | —                  | —                  | —                  | —                  | —                  | —                  | | Balance                          |
| Stickup                                                                                 | 2019  | —                  | —                  | —                  | —                  | —                  | —                  | —                  | —                  | —                  | —                  | —                  | | Balance                          |
| Waking Up With You (featuring David Hodges)                                             | 2019  | —                  | —                  | —                  | —                  | —                  | —                  | —                  | —                  | —                  | —                  | —                  | | Balance                          |
| Mr. Navigator (vs Tempo Guisto)                                                         | 2019  | —                  | —                  | —                  | —                  | —                  | —                  | —                  | —                  | —                  | —                  | —                  | | Balance                          |
| It Could Be (vs Inner City)                                                             | 2019  | —                  | —                  | —                  | —                  | —                  | —                  | —                  | —                  | —                  | —                  | —                  | | Balance                          |
| High on Your Love (featuring James Newman)                                              | 2019  | —                  | —                  | —                  | —                  | —                  | —                  | —                  | —                  | —                  | —                  | —                  | | Balance                          |
| Don't Let Me Go (featuring Matluck)                                                     | 2019  | —                  | —                  | —                  | —                  | —                  | —                  | —                  | —                  | —                  | —                  | —                  | | Balance                          |
| All Comes Down (featuring Cimo Fränkel)                                                 | 2019  | —                  | —                  | —                  | —                  | —                  | —                  | —                  | —                  | —                  | —                  | —                  | | Balance                          |
| Unlove You (featuring Ne-Yo)                                                            | 2019  | —                  | —                  | —                  | —                  | —                  | —                  | —                  | —                  | —                  | —                  | —                  | | Balance                          |
| Million Voices                                                                          | 2019  | —                  | —                  | —                  | —                  | —                  | —                  | —                  | —                  | —                  | —                  | —                  | | Balance                          |
| Let the Music Guide You (ASOT 950 Anthem)                                               | 2019  | —                  | —                  | —                  | —                  | —                  | —                  | —                  | —                  | —                  | —                  | —                  | |                                  |
| Leka (avec Super8 & Tab)                                                                | 2020  | —                  | —                  | —                  | —                  | —                  | —                  | —                  | —                  | —                  | —                  | —                  | | A State of Trance Ibiza 2020     |
| This I Vow (avec Marlo featuring Mila Josef)                                            | 2020  | —                  | —                  | —                  | —                  | —                  | —                  | —                  | —                  | —                  | —                  | —                  | | A State of Trance Ibiza 2020     |
| Still Better Off (avec Tom Staar featuring Mosimann)                                    | 2020  | —                  | —                  | —                  | —                  | —                  | —                  | —                  | —                  | —                  | —                  | —                  | | A State of Trance Ibiza 2020     |
| Punisher (avec Fatum)                                                                   | 2020  | —                  | —                  | —                  | —                  | —                  | —                  | —                  | —                  | —                  | —                  | —                  | | A State of Trance Ibiza 2020     |
| All On Me (avec Brennan Heart featuring Andreas Moe)                                    | 2020  | —                  | —                  | —                  | —                  | —                  | —                  | —                  | —                  | —                  | —                  | —                  | |                                  |
| Tarzan (avec Blasterjaxx)                                                               | 2020  | —                  | —                  | —                  | —                  | —                  | —                  | —                  | —                  | —                  | —                  | —                  | |                                  |
| Boom Boom (avec Jamis)                                                                  | 2020  | —                  | —                  | —                  | —                  | —                  | —                  | —                  | —                  | —                  | —                  | —                  | |                                  |
| Hollow (avec Avira featuring Be No Rain)                                                | 2020  | —                  | —                  | —                  | —                  | —                  | —                  | —                  | —                  | —                  | —                  | —                  | | Hollow Mask Illusion             |
| I Need You to Know (avec Nicky Romero featuring Ifimay)                                 | 2020  | —                  | —                  | —                  | —                  | —                  | —                  | —                  | —                  | —                  | —                  | —                  | | A State of Trance Ibiza 2020     |
| Illusion (avec Avira)                                                                   | 2020  | —                  | —                  | —                  | —                  | —                  | —                  | —                  | —                  | —                  | —                  | —                  | | Hollow Mask Illusion             |
| Que Pasa (avec D'Angello & Francis)                                                     | 2020  | —                  | —                  | —                  | —                  | —                  | —                  | —                  | —                  | —                  | —                  | —                  | | A State of Trance Ibiza 2020     |
| Mask (avec Avira featuring Sam Martin)                                                  | 2020  | —                  | —                  | —                  | —                  | —                  | —                  | —                  | —                  | —                  | —                  | —                  | | Hollow Mask Illusion             |
| Need You Now (featuring Jake Reese)                                                     | 2020  | —                  | —                  | —                  | —                  | —                  | —                  | —                  | —                  | —                  | —                  | —                  | | Euthymia EP                      |
| Feel Something (featuring Duncan Laurence)                                              | 2020  | 33                 | —                  | —                  | —                  | —                  | —                  | —                  | —                  | —                  | —                  | —                  | | Small Town Boy / Euthymia EP     |
| Christmas Time (avec Dimitri Vegas & Like Mike & Brennan Heart featuring Jeremy Oceans) | 2020  | —                  | —                  | —                  | —                  | 32                 | —                  | —                  | —                  | —                  | —                  | —                  | | Home Alone Christmas EP          |
| Should I Wait (avec Avalan)                                                             | 2020  | —                  | —                  | —                  | —                  | —                  | —                  | —                  | —                  | —                  | —                  | —                  | | Euthymia EP                      |
| Slow Lane (featuring James Newman)                                                      | 2020  | —                  | —                  | —                  | —                  | —                  | —                  | —                  | —                  | —                  | —                  | —                  | | Euthymia EP                      |
| Turn the World Into a Dancefloor (ASOT 1000 Anthem)                                     | 2021  | —                  | —                  | —                  | —                  | —                  | —                  | —                  | —                  | —                  | —                  | —                  | | A State of Trance Forever        |
| Leave a Little Love (avec Alesso)                                                       | 2021  | 63                 | —                  | —                  | —                  | —                  | —                  | —                  | —                  | —                  | —                  | —                  | - NVPI : Or |                                  |
| Magico (avec Giuseppe Ottaviani)                                                        | 2021  | —                  | —                  | —                  | —                  | —                  | —                  | —                  | —                  | —                  | —                  | —                  | | A State of Trance Forever        |
| Weight of the World (featuring Rblvn)                                                   | 2021  | —                  | —                  | —                  | —                  | —                  | —                  | —                  | —                  | —                  | —                  | —                  | |                                  |
| Divino (avec Maor Levi)                                                                 | 2021  | —                  | —                  | —                  | —                  | —                  | —                  | —                  | —                  | —                  | —                  | —                  | | A State of Trance Forever        |
| Tell Me Why (featuring Sarah Reeves)                                                    | 2021  | —                  | —                  | —                  | —                  | —                  | —                  | —                  | —                  | —                  | —                  | —                  | | A State of Trance 2021           |
| Let Go (avec Tom Staar featuring Josha Daniels)                                         | 2021  | —                  | —                  | —                  | —                  | —                  | —                  | —                  | —                  | —                  | —                  | —                  | | A State of Trance Forever        |
| Battlefield                                                                             | 2021  | —                  | —                  | —                  | —                  | —                  | —                  | —                  | —                  | —                  | —                  | —                  | | A State of Trance 2021           |
| Jonson's Play (avec Sander van Doorn)                                                   | 2021  | —                  | —                  | —                  | —                  | —                  | —                  | —                  | —                  | —                  | —                  | —                  | | A State of Trance Forever        |
| Goodbye (featuring Skoles)                                                              | 2021  | —                  | —                  | —                  | —                  | —                  | —                  | —                  | —                  | —                  | —                  | —                  | |                                  |
| I Should Be Loving You (avec DubVision featuring YOU)                                   | 2021  | —                  | —                  | —                  | —                  | —                  | —                  | —                  | —                  | —                  | —                  | —                  | |                                  |
| Lost In Space (avec Jorn van Daynhoven)                                                 | 2021  | —                  | —                  | —                  | —                  | —                  | —                  | —                  | —                  | —                  | —                  | —                  | | A State of Trance Forever        |
| The Greater Light to Rule the Night (avec Rank 1)                                       | 2021  | —                  | —                  | —                  | —                  | —                  | —                  | —                  | —                  | —                  | —                  | —                  | | A State of Trance Forever        |
| Sirius (avec Avira)                                                                     | 2021  | —                  | —                  | —                  | —                  | —                  | —                  | —                  | —                  | —                  | —                  | —                  | | A State of Trance Forever        |
| Anita (avec Timmy Trumpet)                                                              | 2021  | —                  | —                  | —                  | —                  | —                  | —                  | —                  | —                  | —                  | —                  | —                  | |                                  |
| For All Time (avec Aly & Fila featuring Kazi Jay)                                       | 2021  | —                  | —                  | —                  | —                  | —                  | —                  | —                  | —                  | —                  | —                  | —                  | | A State of Trance Forever        |
| Sonata (avec Paul Oakenfold)                                                            | 2021  | —                  | —                  | —                  | —                  | —                  | —                  | —                  | —                  | —                  | —                  | —                  | | A State of Trance Forever        |
| Home With You (avec Susana)                                                             | 2021  | —                  | —                  | —                  | —                  | —                  | —                  | —                  | —                  | —                  | —                  | —                  | | A State of Trance Forever        |
| In The Dark You Shine (avec Push)                                                       | 2021  | —                  | —                  | —                  | —                  | —                  | —                  | —                  | —                  | —                  | —                  | —                  | | A State of Trance Forever        |
| Hold On (avec Davina Michelle)                                                          | 2021  | 34                 | —                  | —                  | —                  | —                  | —                  | —                  | —                  | —                  | —                  | —                  | - NVPI : Or |                                  |
| Music Means Love Forever (avec Steve Aoki)                                              | 2021  | —                  | —                  | —                  | —                  | —                  | —                  | —                  | —                  | —                  | —                  | —                  | |                                  |
| Yama (avec Veni Vici featuring Tribal Dance & Natalie Wamba)                            | 2021  | —                  | —                  | —                  | —                  | —                  | —                  | —                  | —                  | —                  | —                  | —                  | |                                  |
| No Fun (avec The Stickmen Project)                                                      | 2021  | —                  | —                  | —                  | —                  | —                  | —                  | —                  | —                  | —                  | —                  | —                  | | Feel Again                       |
| Soundscape                                                                              | 2021  | —                  | —                  | —                  | —                  | —                  | —                  | —                  | —                  | —                  | —                  | —                  | |                                  |
| Human Touch (avec Sam Grey)                                                             | 2022  | —                  | —                  | —                  | —                  | —                  | —                  | —                  | —                  | —                  | —                  | —                  | | Feel Again                       |
| We Can Dance Again (avec Reinier Zonneveld & Roland Clark)                              | 2022  | —                  | —                  | —                  | —                  | —                  | —                  | —                  | —                  | —                  | —                  | —                  | | A State of Trance 2022           |
| Love We Lost (avec R3hab featuring Simon Ward)                                          | 2022  | —                  | —                  | —                  | —                  | —                  | —                  | —                  | —                  | —                  | —                  | —                  | | Feel Again                       |
| Come Around Again (avec Billen Ted featuring JC Stewart)                                | 2022  | 75                 | —                  | —                  | —                  | 48                 | —                  | —                  | —                  | —                  | —                  | —                  | | Feel Again                       |
| Echoes (avec Florentin featuring Jordan Grace)                                          | 2022  | —                  | —                  | —                  | —                  | —                  | —                  | —                  | —                  | —                  | —                  | —                  | | A State of Trance 2022           |
| Welcome Home (avec Shapov)                                                              | 2022  | —                  | —                  | —                  | —                  | —                  | —                  | —                  | —                  | —                  | —                  | —                  | | Welcome Home EP                  |
| Let's Rave, Make Love (avec Shapov)                                                     | 2022  | —                  | —                  | —                  | —                  | —                  | —                  | —                  | —                  | —                  | —                  | —                  | | Welcome Home EP                  |
| Offshore (avec Avira vs. Chicane)                                                       | 2022  | —                  | —                  | —                  | —                  | —                  | —                  | —                  | —                  | —                  | —                  | —                  | | Feel Again                       |
| Feel Again (featuring Wrabel)                                                           | 2022  | —                  | —                  | —                  | —                  | —                  | —                  | —                  | —                  | —                  | —                  | —                  | | Feel Again                       |
| Superman (avec Blasterjaxx featuring 24H)                                               | 2022  | —                  | —                  | —                  | —                  | —                  | —                  | —                  | —                  | —                  | —                  | —                  | | Feel Again                       |
| One More Time (featuring Maia Wright)                                                   | 2022  | —                  | —                  | —                  | —                  | —                  | —                  | —                  | —                  | —                  | —                  | —                  | | Feel Again                       |
| Forever & Always (avec Gareth Emery featuring Owl City)                                 | 2022  | —                  | —                  | —                  | —                  | —                  | —                  | —                  | —                  | —                  | —                  | —                  | | Feel Again                       |
| Clap                                                                                    | 2022  | —                  | —                  | —                  | —                  | —                  | —                  | —                  | —                  | —                  | —                  | —                  | | Feel Again                       |
| Computers Take Over the World                                                           | 2022  | —                  | —                  | —                  | —                  | —                  | —                  | —                  | —                  | —                  | —                  | —                  | | Feel Again                       |
| Live on Love (avec Diane Warren featuring My Marianne)                                  | 2022  | —                  | —                  | —                  | —                  | —                  | —                  | —                  | —                  | —                  | —                  | —                  | | Feel Again                       |
| Hey (I Miss You) (featuring Simon Ward)                                                 | 2022  | —                  | —                  | —                  | —                  | —                  | —                  | —                  | —                  | —                  | —                  | —                  | | Feel Again                       |
| Roll the Dice (featuring Philip Strand)                                                 | 2022  | —                  | —                  | —                  | —                  | —                  | —                  | —                  | —                  | —                  | —                  | —                  | | Feel Again                       |
| Tocando El Sol (avec Azteck)                                                            | 2022  | —                  | —                  | —                  | —                  | —                  | —                  | —                  | —                  | —                  | —                  | —                  | | Feel Again                       |
| Typically Dutch (avec Wildstylez featuring PollyAnna)                                   | 2022  | —                  | —                  | —                  | —                  | —                  | —                  | —                  | —                  | —                  | —                  | —                  | | Feel Again                       |
| Reflexion (ASOT 2023 Anthem) (avec Cosmic Gate)                                         | 2023  | —                  | —                  | —                  | —                  | —                  | —                  | —                  | —                  | —                  | —                  | —                  | | Feel Again                       |
| Easy to Love (avec Matoma featuring Teddy Swims)                                        | 2023  | —                  | —                  | —                  | —                  | —                  | —                  | —                  | —                  | —                  | —                  | —                  | | Feel Again                       |
| Dayglow (featuring Stuart Crichton)                                                     | 2023  | —                  | —                  | —                  | —                  | —                  | —                  | —                  | —                  | —                  | —                  | —                  | | Feel Again                       |
| La Bomba (avec Blasterjaxx)                                                             | 2023  | —                  | —                  | —                  | —                  | —                  | —                  | —                  | —                  | —                  | —                  | —                  | | Feel Again                       |
| Vulnerable (featuring Vanessa Campagna)                                                 | 2023  | —                  | —                  | —                  | —                  | —                  | —                  | —                  | —                  | —                  | —                  | —                  | | Feel Again                       |
| On & On (avec Punctual featuring Alika)                                                 | 2023  | —                  | —                  | —                  | —                  | —                  | —                  | —                  | —                  | —                  | —                  | —                  | | Feel Again                       |
| When We Come Alive (avec Vini Vici featuring Alba)                                      | 2023  | —                  | —                  | —                  | —                  | —                  | —                  | —                  | —                  | —                  | —                  | —                  | | Breathe In                       |
| Fire With Fire (avec HRRTZ featuring Julia Church)                                      | 2023  | —                  | —                  | —                  | —                  | —                  | —                  | —                  | —                  | —                  | —                  | —                  | | Breathe In                       |
| Motive                                                                                  | 2023  | —                  | —                  | —                  | —                  | —                  | —                  | —                  | —                  | —                  | —                  | —                  | | Breathe In                       |
| Space Case                                                                              | 2023  | —                  | —                  | —                  | —                  | —                  | —                  | —                  | —                  | —                  | —                  | —                  | | Breathe In                       |
| Lose This Feeling                                                                       | 2023  | —                  | —                  | —                  | —                  | —                  | —                  | —                  | —                  | —                  | —                  | —                  | | Breathe In                       |
| Love is a Drug (featuring Anne Gudrun)                                                  | 2023  | —                  | —                  | —                  | —                  | —                  | —                  | —                  | —                  | —                  | —                  | —                  | | Breathe In                       |
| Destination (ASOT 2024 Anthem) (avec Ferry Corsten & Rank 1 & Ruben de Ronde)           | 2023  | —                  | —                  | —                  | —                  | —                  | —                  | —                  | —                  | —                  | —                  | —                  | | Breathe In                       |
| God Is in the Soundwaves (avec Xoro featuring Yola Recoba)                              | 2023  | —                  | —                  | —                  | —                  | —                  | —                  | —                  | —                  | —                  | —                  | —                  | | Breathe In                       |
| Epica Maxima (avec Jean-Michel Jarre)                                                   | 2023  | —                  | —                  | —                  | —                  | —                  | —                  | —                  | —                  | —                  | —                  | —                  | |                                  |
| This Is What It Feels Like 2023 (featuring Trevor Guthrie)                              | 2023  | —                  | —                  | —                  | —                  | —                  | —                  | —                  | —                  | —                  | —                  | —                  | |                                  |
| Make It Count (avec Just Us)                                                            | 2023  | —                  | —                  | —                  | —                  | —                  | —                  | —                  | —                  | —                  | —                  | —                  | | Breathe In                       |
| Forever (Stay Like This) (avec Goodboys)                                                | 2024  | —                  | —                  | —                  | —                  | —                  | —                  | —                  | —                  | —                  | —                  | —                  | | Breathe In                       |
| Take Off (avec Artbat)                                                                  | 2024  | —                  | —                  | —                  | —                  | —                  | —                  | —                  | —                  | —                  | —                  | —                  | | Breathe                          |
| What Took You So Long (avec Gryffin)                                                    | 2024  | —                  | —                  | —                  | —                  | —                  | —                  | —                  | —                  | —                  | —                  | —                  | | Breathe                          |
| Now Love Will Begin (avec Hi-Lo)                                                        | 2024  | —                  | —                  | —                  | —                  | —                  | —                  | —                  | —                  | —                  | —                  | —                  | | Breathe                          |
| By Now (avec D.O.D featuring Laura Welsh)                                               | 2024  | —                  | —                  | —                  | —                  | —                  | —                  | —                  | —                  | —                  | —                  | —                  | | Breathe                          |
| High On Love (featuring Anne Gudrun)                                                    | 2024  | —                  | —                  | —                  | —                  | —                  | —                  | —                  | —                  | —                  | —                  | —                  | | Breathe                          |
| Larger Than Life (avec Chef'Special)                                                    | 2024  | 36                 | —                  | —                  | —                  | —                  | —                  | —                  | —                  | —                  | —                  | —                  | | Breathe                          |
| City Lights (avec Vize & Leony)                                                         | 2024  | —                  | —                  | —                  | —                  | —                  | —                  | —                  | —                  | —                  | —                  | —                  | | Breathe                          |
| In and Out of Love (vs. Rivo featuring Sharon den Adel)                                 | 2024  | —                  | —                  | —                  | —                  | —                  | —                  | —                  | —                  | —                  | —                  | —                  | | Breathe                          |
| In the Dark (avec David Guetta featuring Aldae)                                         | 2024  | —                  | —                  | —                  | —                  | 32                 | —                  | —                  | —                  | —                  | —                  | —                  | | Breathe                          |
| Es Vedrà                                                                                | 2024  | —                  | —                  | —                  | —                  | —                  | —                  | —                  | —                  | —                  | —                  | —                  | | Breathe                          |
| Let Me Show You (avec Camsira)                                                          | 2024  | —                  | —                  | —                  | —                  | —                  | —                  | —                  | —                  | —                  | —                  | —                  | | Breathe                          |
| Love Is Eternity (avec Agents of Time, ORKID)                                           | 2024  | —                  | —                  | —                  | —                  | —                  | —                  | —                  | —                  | —                  | —                  | —                  | | Breathe                          |
| Follow The Light (avec Hardwell)                                                        | 2024  | —                  | —                  | —                  | —                  | —                  | —                  | —                  | —                  | —                  | —                  | —                  | | Breathe                          |
| Part Of Me (avec Louis III)                                                             | 2024  | —                  | —                  | —                  | —                  | —                  | —                  | —                  | —                  | —                  | —                  | —                  | | Breathe                          |
| Pulstar                                                                                 | 2024  | —                  | —                  | —                  | —                  | —                  | —                  | —                  | —                  | —                  | —                  | —                  | | Breathe                          |
| Sarabande (avec Vini Vici, Ana Timofei)                                                 | 2024  | —                  | —                  | —                  | —                  | —                  | —                  | —                  | —                  | —                  | —                  | —                  | | Breathe                          |
| Racing Spirit (avec Ahmed Helmy)                                                        | 2024  | —                  | —                  | —                  | —                  | —                  | —                  | —                  | —                  | —                  | —                  | —                  | | Breathe                          |
| Freedom (avec Oliver Heldens, Sam Harper)                                               | 2024  | —                  | —                  | —                  | —                  | —                  | —                  | —                  | —                  | —                  | —                  | —                  | | Breathe                          |
| Late Checkout (avec W&W)                                                                | 2024  | —                  | —                  | —                  | —                  | —                  | —                  | —                  | —                  | —                  | —                  | —                  | | Breathe                          |
| Extreme Ways (avec Mobi)                                                                | 2024  | —                  | —                  | —                  | —                  | —                  | —                  | —                  | —                  | —                  | —                  | —                  | | Breathe                          |
| Universal Nation (avec Dimitri Vegas & Like Mike, Vini Vici, Push)                      | 2024  | —                  | —                  | —                  | —                  | —                  | —                  | —                  | —                  | —                  | —                  | —                  | | Breathe                          |
| Viva l'Opera (avec Nathalie Gioia)                                                      | 2024  | —                  | —                  | —                  | —                  | —                  | —                  | —                  | —                  | —                  | —                  | —                  | | Breathe                          |
| Euphoria (avec Alok, Norma Jean Martine, LAWRENT)                                       | 2025  | —                  | —                  | —                  | —                  | —                  | —                  | —                  | —                  | —                  | —                  | —                  | | Breathe                          |
| Love (avec Omnia)                                                                       | 2025  | —                  | —                  | —                  | —                  | —                  | —                  | —                  | —                  | —                  | —                  | —                  | | Breathe                          |
| All Night (avec John Christian)                                                         | 2025  | —                  | —                  | —                  | —                  | —                  | —                  | —                  | —                  | —                  | —                  | —                  | | Breathe                          |
| Is It Beautiful? (avec Ben Hemsley, Lucy Pullin)                                        | 2025  | —                  | —                  | —                  | —                  | —                  | —                  | —                  | —                  | —                  | —                  | —                  | | Breathe                          |
| Keep The Faith (avec Bon Jovi)                                                          | 2025  | —                  | —                  | —                  | —                  | —                  | —                  | —                  | —                  | —                  | —                  | —                  | | Breathe                          |
| Angels (avec Punctual, EVALINA)                                                         | 2025  | —                  | —                  | —                  | —                  | —                  | —                  | —                  | —                  | —                  | —                  | —                  | | Breathe                          |
| Sound Of You (avec Rob Swire)                                                           | 2025  | —                  | —                  | —                  | —                  | —                  | —                  | —                  | —                  | —                  | —                  | —                  | | Breathe                          |
| Dream A Little Dream (avec Sam Gray)                                                    | 2025  | —                  | —                  | —                  | —                  | —                  | —                  | —                  | —                  | —                  | —                  | —                  | | Breathe                          |
| Bach To The Future (avec BLR)                                                           | 2025  | —                  | —                  | —                  | —                  | —                  | —                  | —                  | —                  | —                  | —                  | —                  | | Breathe                          |
| Gimmie The Love (avec Seth Hills, Alessia Labate)                                       | 2025  | —                  | —                  | —                  | —                  | —                  | —                  | —                  | —                  | —                  | —                  | —                  | | Breathe                          |
| Dragon (avec Indira Paganotto)                                                          | 2025  | —                  | —                  | —                  | —                  | —                  | —                  | —                  | —                  | —                  | —                  | —                  | | Breathe                          |
| Let It Be For Love (avec JAI RYU)                                                       | 2025  | —                  | —                  | —                  | —                  | —                  | —                  | —                  | —                  | —                  | —                  | —                  | | Breathe                          |
| Heavy (avec JOA)                                                                        | 2025  | —                  | —                  | —                  | —                  | —                  | —                  | —                  | —                  | —                  | —                  | —                  | |                                  |
| « — » signifie que le single ne s'est pas classé ou n'est pas sorti dans le pays.       |       |                    |                    |                    |                    |                    |                    |                    |                    |                    |                    |                    | |                                  |

##### Artiste en featuring
| Titre                                        | Année | Meilleure position | Album    |
| Titre                                        | Année | P-B                | Album    |
| -------------------------------------------- | ----- | ------------------ | -------- |
| Exhale (System F featuring Armin van Buuren) | 2001  | 72                 | 10 Years |

#### Remixes
1996
- Groove Solution - Magic Melody (Armin Mix)

1997
- Amsterdance - You Gotta Feel It (Armix Dub)
- Monsieur Basculant - C'est Tout (Armix)
- Gimmick - Why You Wanna Hurt Me (Armix)
- De Bos - Chase (Follow-That-Car Mix)
- ISCO - Funkytown (Mothafunky Armin Mix)
- Pioneers Of Sound - Keep It Up (Armin van Buuren Remix)
- Geoffrey Williams - Sex Life (Major Funk Armix)
- The Sunclub - Single Minded People (Radio Edit Armix / Trance Minded Armix / Club Minded Armix)
- Jocks' Trap - Tribal Tone (Armix / Armin Dub)
- Sweet Pussy Pauline - Heads, Tits & Ass (Armin van Buuren Vocal Remix / Dub Remix)
- Temple Of The Groove - Without Your Love (Armin's Radio Mix)

1998
- J.R.'s Revenge - Dallas (The Armix)
- Rocco Mundo - Move Static (Armix)
- Suits Makin' Noise - The Beginning (Armix Club Version)
- Suits Makin' Noise - Ellegibo (Extended Armix)
- Barbarus - Hold On (Armix)
- Flying Grooves - Initial Velocity (Armix)
- Problem Boy - Self Control (Armix)
- Wodka Wasters - Pass The Bottle (Armix / Armin's Movin' Work Dub)
- Red & White - Out Of Blue (Armix)
- Wamdue Project - King of My Castle (Armin van Buuren Remix)

1999
- Gouryella - Gouryella (Armix)
- Vincent De Moor - Shamu (Armin Remix)
- Chakra & Edi Mis - X-Files '99 (Armin & DJ Johan's Cyber Mix)
- DJ René - Music All Over The World (DJ René & Armin van Buuren Remix)
- Electrix - Blame The Music (Armin van Buuren Mix)
- Insight - Prophecy (Cyber Mix)
- Madison Avenue - Don't Call Me Baby (Armin van Buuren's Stalker Mix / Stalker Dub)
- Pancake - Don't Turn Your Back (Syrup & Sugar Armix Flava)
- Electrix - Gettaway (Armin van Buuren Mix)
- René Et Gaston - Vallée 2000 (Vallée De L'Armix)
- Rising Star - Touch Me (Armix Remix)
- Aria - Dido (Armin van Buuren's Universal Religion Mix)

2000
- Yahel - Devotion (Armin van Buuren Mix)
- Moogwai - Viola (Armin van Buuren Remix)
- Gimmick - Free (Armin's Discotizer Dub)
- Mi-Ko - Dreaming Of You (Armix Remix)
- Dominica - Gotta Let You Go (Watch Your Step Mix)
- Vibe-Rations - Steppin' Out (Armin van Buuren's Big Bass Remix)
- Armin van Buuren - Communication Part II (Armin van Buuren's Remake)

2001
- System F featuring Armin van Buuren - Exhale (Armin van Buuren Remix)
- Magnusson Arrived - Mary Go Around (Armin van Buuren's "This Round's On Me" Mix)
- Perpetuous Dreamer - The Sound Of Goodbye (Armin's Tribal Feel Mix)
- iiO - Rapture (Armin van Buuren Remix)

2002
- DJ Astrid - The Spell (Armin van Buuren Remix)
- Solid Sessions - Janeiro (Armin van Buuren Mix)
- Shane - Too Late To Turn (Armin van Buuren Remix)
- Riva - Time Is The Healer (Armin van Buuren Vocal Remix)
- Cygnus X - Positron (Armin van Buuren Remix)
- Solar Stone - Seven Cities (Armin van Buuren Remix / Vocal Mimx)
- DJ Astrid - The Spell (Armin van Buuren Remix)

2003
- Above and Beyond present OceanLab - Sky Falls Down (Armin van Buuren Remix)
- Ben Liebrand - Give Me An Answer (Armin van Buuren Remix)
- Mark Otten - Mushroom Therapy (Armin van Buuren Precious Edit)

2004
- Motorcycle - As The Rush Comes (Armin van Buuren's Universal Religion Remix)
- Envio - Love Poison (Ryan G Remix - Armin van Buuren Edit)
- Sean Callery - The Longest Day (Armin Van Buuren Remix / Dub)

2005
- Ayu - Appears (Armin van Buuren Sunset Dub Remix)
- Fragile featuring Alex Lemon - Inertia (Armin van Buuren Remix)

2007
- Tony Scott - Something For The People (Armin van Buuren vs DJ Remy & Roland Klinkenberg Remix)

2008
- The Killers - Human (Armin van Buuren Remix / Dub)
- Armin van Buuren featuring Gabriel & Dresden - Zocalo (Armin In Mexico Mix)
- Kerli - Walking On Air (Armin van Buuren Remix)

2009
- BT feat. Jes - Every Other Way (Armin van Buuren Remix)
- Cerf, Mitiska & Jaren - Beggin’ You (Armin van Buuren Remix)

2010
- Armin van Buuren vs. Sophie Ellis-Bextor - Not Giving Up on Love (Armin van Buuren Remix)
- Faithless - Not Going Home (Armin van Buuren Remix)
- Dido - Everything to Lose (Armin van Buuren Remix)
- Armin van Buuren featuring Christian Burns - This Light Between Us (Armin van Buuren's Great Strings Mix)
- Miguel Bosé - Jurame (Armin van Buuren Remix)
- Chicane - Where Do I Start? (Armin van Buuren Remix)

2011
- Laura Jansen - Use Somebody (Armin van Buuren Rework)
- Triple A - Winter Stayed (Armin van Buuren's On The Beach Mix)
- Nadine Coyle - Put Your Hands Up (Armin van Buuren Remix)
- Hannah - Falling Away (Armin van Buuren Remix)
- Emma Hewitt - Colours (Armin van Buuren Remix)
- David Guetta featuring Usher - Without You (Armin van Buuren Remix)
- Wiegel Meirmans Snitker - Nova Zembla (Armin van Buuren Remix)

2012
- Kirsty - Twilight (Armin van Buuren Remix)
- Zedd featuring Matthew Koma - Spectrum (Armin van Buuren Remix)
- Frans Bak featuring Josefine Cronholm - The Killing (Armin van Buuren Remix)

2013
- Mark Knight & D. Ramirez vs. Underworld - Downpipe (Armin van Buuren Remix)
- Kat Krazy featuring Elkka - Siren (Armin van Buuren Remix)

2014
- Krewella - Enjoy the Ride (Armin van Buuren Remix)
- Idina Menzel - Let It Go (Armin van Buuren Remix)

2015
- Ramin Djawadi - Game of Thrones Theme (Armin van Buuren Remix)
- Faithless - We Come 1 2.0 (Armin van Buuren Remix)
- Hardwell featuring Amba Shepherd - United We Are (Armin van Buuren Remix)

2016
- Rising Star featuring Betsie Larkin - Again (Armin van Buuren Remix)

2019
- Van Halen - Jump (Armin van Buuren Remix)

2020
- Steve Aoki & Icona Pop - I Love My Friends (Armin van Buuren & Avian Greys Remix)

2021
- Dimitri Vegas - Pull Me Closer (Armin van Buuren Remix)
- Slander featuring Dylan Matthew - Love Is Gone (Armin van Buuren Remix)

2022
- Armin van Buuren & R3hab featuring Simon Ward - Love We Lost (VIP Mix)
- Armin van Buuren & Wildstylez featuring PollyAnna - Typically Dutch (VIP Mix)

2023
- Armin van Buuren & Matoma featuring Teddy Swims - Easy to Love (Armin van Buuren Club Mix)
- Eelke Kleijn - Transmission (Armin van Buuren Remix)
- Shouse & David Guetta - Live Without Love (Armin van Buuren Remix)
- D.O.D. - So Much In Love (Armin van Buuren Remix)
- Sia - Gimme Love (Armin van Buuren Remix)
- Armin van Buuren featuring Trevor Guthrie - This Is What It Feels Like (Armin van Buuren 2023 Remix)

2024
- Seven Lions & Illenium - Not Even Love (Armin van Buuren Remix)
- Elley Duhé & Whethan - Money on the Dash (Armin van Buuren Remix)

## Sous d'autres noms

### El Guitaro
- 1996 : Spanish Love

### Amsterdance
- 1997 : You Gotta Feel It

### Armania

#### Singles et EPs
- 1997 : The Only Love

#### Remixes
- 1998 : The Shoeshine Factory - Wicked (Armania Mix)

### Gimmick

#### Singles et EPs
- 1999 : Free

#### Remixes
- 1997 : Gimmick - Why You Wanna Hurt Me (Gimmix)
- 1997 : Sweet Pussy Pauline -  Heads,Tits And Ass (Armin's Gimmick Dub)
- 1998 : The Black & White Brothers - Put Your Hands Up (Gimmick Remix)
- 1998 : Wamdue Project - King of My Castle (Gimmick Dub)
- 1999 : U.S.A. - Disco Remedy (Armin van Buuren's Gimmick Mix)
- 1999 : Gimick - Free (Gimmix)
- 2000 : Terry McLeod - All My Love (You And I) (Armin Van Buuren's Gimmick Remix)
- 2000 : Robbie Rivera - I Can't Take It (Armin Van Buuren's Gimmick Mix)
- 2000 : ATFC Presents OnePhatDeeva - Bad Habit (Armin van Buuren Gimmick Dub / Club Mix)

### Hyperdrive Inc.

#### Remixes
- 1997 : Armania - The Only Love (Hyperdrive Inc. Mix)

### The Shoeshine Factory
- 1998 : Wicked

### E=mc² (avec Johan Groenewegen)
- 1997 : Monotonous

### Monsieur Basculant (avec Johan Groenewegen)
- 1997 : C'est Tout

### Problem Boy
- 1998 : Self Control

### Wodka Wasters (avecOlav Basoski
- 1998 : Pass the Bottle

### Electrix (avec Floris Klinkert)
- 1999 : Blame the Music
- 1999 : Gettaway

### Perpetuous Dreamer
| Titre                     | Année | Meilleure position | Meilleure position | Meilleure position |
| Titre                     | Année | P-B                | ALL                | R-U                |
| ------------------------- | ----- | ------------------ | ------------------ | ------------------ |
| Future Fun-Land           | 1999  | —                  | —                  | —                  |
| The Sound of Goodbye      | 2001  | 42                 | 52                 | 76                 |
| Dust.wav                  | 2001  | —                  | —                  | —                  |
| The Sound of Goodbye 2008 | 2008  | 20                 | —                  | —                  |

### Alibi (avecTiësto)
| Titre    | Année | Album                     |
| -------- | ----- | ------------------------- |
| Eternity | 2000  | Magik Five: Heaven Beyond |

### Major League (avecTiësto)
| Titre                | Année | Album                                              |
| -------------------- | ----- | -------------------------------------------------- |
| Wonder Where You Are | 2000  | Artist Profile Series 4: Boundaries of Imagination |

### Rising Star

#### Singles
| Titre                                     | Année | Meilleure position | Album                        |
| Titre                                     | Année | R-U                | Album                        |
| ----------------------------------------- | ----- | ------------------ | ---------------------------- |
| Touch Me                                  | 1999  | 98                 | 10 Years                     |
| Clear Blue Moon / Star Theme              | 1999  | —                  | 10 Years                     |
| Sunspot (vs. Airwave)                     | 2002  | 89                 | 10 Years                     |
| Safe Inside You (featuring Betsie Larkin) | 2015  | —                  |                              |
| Again (featuring Betsie Larkin)           | 2016  | —                  |                              |
| Cosmos (featuring Alexandra Badoi)        | 2019  | —                  | A State of Trance Ibiza 2019 |
| The Voice (featuring Cari)                | 2020  | —                  |                              |

#### Remixes
- 1999 : Denzil & Dwayne - Force Of Habit (Armin van Buuren Remix)
- 1999 : DJ Manta - Holding On (Armin van Buuren's Rising Star Mix)
- 1999 : Shane - C'est Musique (Armin van Buuren's Rising Star Remix)
- 1999 : Airscape - L'Esperanza (Armin van Buuren's Rising Star Mix)
- 1999 : Vincent De Moor - Between 2 Fires (Armin's Rising Star Vocal Remix)
- 1999 : Gouryella - Walhalla (Armin van Buuren's Rising Star Mix)
- 1999 : Gouryella - Walhalla (Armin van Buuren's Rising Star Dub)
- 2000 : ATFC Presents OnePhatDeeva - Bad Habit (Armin van Buuren's Rising Star Mix)
- 2000 : Moogwai - Viola (Armin van Buuren's Rising Star Remix)
- 2000 : Novaskotia - Novaskotia (Armin van Buuren's Rising Star Mix)
- 2000 : Desiderio - Starlight (Armin van Buuren's Rising Star Remix)
- 2002 : Perpetuous Dreamer - Dust.wav (Armin van Buuren Rising Star Remix)
- 2002 : Armin van Buuren featuring Ray Wilson - Yet Another Day (Rising Star Remix)
- 2004 : Armin van Buuren featuring Justine Suissa - Burned With Desire (Rising Star Remix)
- 2004 : Perpetuous Dreamer - The Sound of Goodbye (Rising Star Remix)
- 2005 : Ayu - Appears (Armin van Buuren's Rising Star 12" Instr. Mix)
- 2005 : Armin van Buuren featuring Susana - Shivers (Rising Star Original Mix)
- 2015 : Jean-Michel Jarre & Armin van Buuren - Stardust (Rising Star Remix)
- 2021 : Armin van Buuren & Avalan - Should I Wait (Rising Star Remix)
- 2021 : Armin van Buuren & Susana - Home With You (Rising Star Remix)

### Gaia
| Titre                              | Année | Album                        |
| ---------------------------------- | ----- | ---------------------------- |
| 4 Elements                         | 2000  |                              |
| Tuvan                              | 2009  | A State of Trance 2009       |
| Aisha                              | 2010  | A State of Trance 2010       |
| Status Excessu D (ASOT 500 Anthem) | 2011  | A State of Trance 2011       |
| Stellar                            | 2011  | Universal Religion Chapter 5 |
| J'ai Envie de Toi                  | 2012  |                              |
| Empire of Hearts                   | 2014  |                              |
| Humming the Lights                 | 2014  |                              |
| Carnation                          | 2015  |                              |
| In Principio                       | 2015  |                              |
| Inyathi                            | 2015  | A State of Trance 2016       |
| Saint Vitus                        | 2017  | A State of Trance 2017       |
| Crossfire                          | 2017  | A State of Trance Ibiza 2017 |

### DJ's United (avecPaul van Dyk&Paul Oakenfold)
| Titre         | Année | Album                                                |
| ------------- | ----- | ---------------------------------------------------- |
| Remember Love | 2010  | Vonyc Sessions 2010 / We Are Planet Perfecto, Vol. 1 |

### Triple A (avec Alex M.O.R.P.H. & Ana Criado)
| Titre         | Année | Album                  |
| ------------- | ----- | ---------------------- |
| Winter Stayed | 2011  | A State of Trance 2011 |